# Liste der Kreisstraßen im Landkreis Kronach
Die Liste der Kreisstraßen im Landkreis Kronach ist eine Auflistung der Kreisstraßen im bayerischen Landkreis Kronach mit deren Verlauf. 

## Abkürzungen
- CO: Kreisstraße im Landkreis Coburg
- HO: Kreisstraße im Landkreis Hof
- K: Kreisstraße in Thüringen
- KC: Kreisstraße im Landkreis Kronach
- KU: Kreisstraße im Landkreis Kulmbach
- L: Landesstraße in Thüringen
- LIF: Kreisstraße im Landkreis Lichtenfels
- St: Staatsstraße in Bayern

## Liste
Nicht vorhandene bzw. nicht nachgewiesene Kreisstraßen werden in Kursivdruck gekennzeichnet, ebenso Straßen und Straßenabschnitte, die unabhängig vom Grund (Herabstufung zu einer Gemeindestraße oder Höherstufung) keine Kreisstraßen mehr sind.
Der Straßenverlauf wird in der Regel von Nord nach Süd und von West nach Ost angegeben.
| Nr. KC | Verlauf |
| ------ | --- |
| KC 1   | St 2209 – Ebersdorf – |
| KC 2   | (von der HO 28 im Landkreis Hof) – Landkreisgrenze – Lorchenmühle – Landkreisgrenze – (HO 32 im Landkreis Hof)                                                                        |
| KC 3   | in Pressig – Eila – Posseck in Bayern – KC 4 – Gifting – Felsmühle – Fehnenschneidmühle – St 2200                                                                                     |
| KC 4   | KC 17 – KC 3 in Posseck in Bayern |
| KC 5   | – Neuses bei Kronach – Hummendorf – KC 13 – Reuth – |
| KC 6   | (KU 22 im Landkreis Kulmbach) – Landkreisgrenze – ohne Abzweig einer klassifizierten Straße – Landkreisgrenze – KC 12 – Gössersdorf – Landkreisgrenze – (KU 22 im Landkreis Kulmbach) |
| KC 7   | (K 182 im Landkreis Saalfeld-Rudolstadt, Thüringen) – Landesgrenze – St 2198/St 2200 in Tschirn                                                                                       |
| KC 8   | St 2209 in Steinbach am Wald – Haßlach – KC 24 – St 2198 in Teuschnitz |
| KC 9   | St 2201 in Schauberg – Langenau – KC 19 – Buchbach – KC 35 – KC 11 – in Rothenkirchen                                                                                                 |
| KC 10  | KC 29 – |
| KC 11  | KC 9 in Rothenkirchen – in Rothenkirchen |
| KC 12  | / in Ruppen – Vogtendorf – Planersgut – Fischbach – Wötzelsdorf – KC 6 |
| KC 13  | Schmölz – St 2200 – Tüschnitz – Küps – KC 22 – Au – KC 5 in Hummendorf |
| KC 14  | St 2208 – Schwärzdorf – Neundorf – St 2208 in Mitwitz |
| KC 15  | (CO 10 im Landkreis Coburg) – Landkreisgrenze – Steinach an der Steinach – |
| KC 16  | St 2200 in Tschirn – KC 21 – Nurn – St 2207 in Steinwiesen |
| KC 17  | St 2198 – Marienroth – KC 4 – Brauersdorf – |
| KC 18  | St 2209 – Windheim – KC 35 – Hirschfeld – |
| KC 19  | St 2209 – Kehlbach – KC 9 |
| KC 20  | in Neumühle – Landkreisgrenze – (KU 25 im Landkreis Kulmbach) – Landkreisgrenze – ohne Abzweig einer klassifizierten Straße – Landkreisgrenze – (KU 25 im Landkreis Kulmbach)         |
| KC 21  | KC 16 – Birnbaum – KC 28 – Neufang – Berglesdorf – St 2207 in Steinwiesen |
| KC 22  | KC 13 in Küps – Burkersdorf – Landkreisgrenze – (LIF 14 im Landkreis Lichtenfels) |
| KC 23  | St 2198 – Grund – Heinersberg – Landkreisgrenze – (HO 30 im Landkreis Hof) |
| KC 24  | – Lauenhain – St 2209 – Reichenbach – KC 8 |
| KC 25  | in Gundelsdorf – St 2200 in Friesen |
| KC 26  | Steinbach an der Haide – in Ludwigsstadt |
| KC 27  | – Hummenberg – Landkreisgrenze – (LIF 23 im Landkreis Lichtenfels) |
| KC 28  | KC 21 – Eibenberg – Kämmerlein – St 2200 in Steinberg |
| KC 29  | KC 10 – Mödlitz – Schneckenlohe – St 2208 in Beikheim |
| KC 30  | Burggrub – Mostholz – St 2708 |
| KC 31  | – Wallenfels – Geuser – Landkreisgrenze – (KU 34 im Landkreis Kulmbach) |
| KC 32  | (HO 41 im Landkreis Hof) – Landkreisgrenze – KC 34 – Neuengrün – Unterwellesmühle – in Wellesbach                                                                                     |
| KC 33  | (jetzt St 2209) KC 24 in Ziegelhütte – Landesgrenze – (L 1096 in Thüringen) |
| KC 34  | St 2207 in Steinwiesen – Schlegelshaid – KC 32 |
| KC 35  | KC 9 in Buchbach – Windheim – KC 18 – in Steinbach am Wald |